# حسن‌آباد علیا (تیران و کرون)
روستای حسن آباد علیا یکی از روستاهای توابع بخش کرون در ۷۰کیلومتری غرب استان اصفهان قرار دارد. واقع در نزدیکی چشمه مرغاب و چشمه احمدرضا می‌باشد.

## جمعیت
این روستا در دهستان کرون سفلی قرار دارد و در سال ۱۳۹۶، جمعیت آن۷۵۰ نفر (۲۰۰خانوار) بوده‌است.